# Ardaschir II.

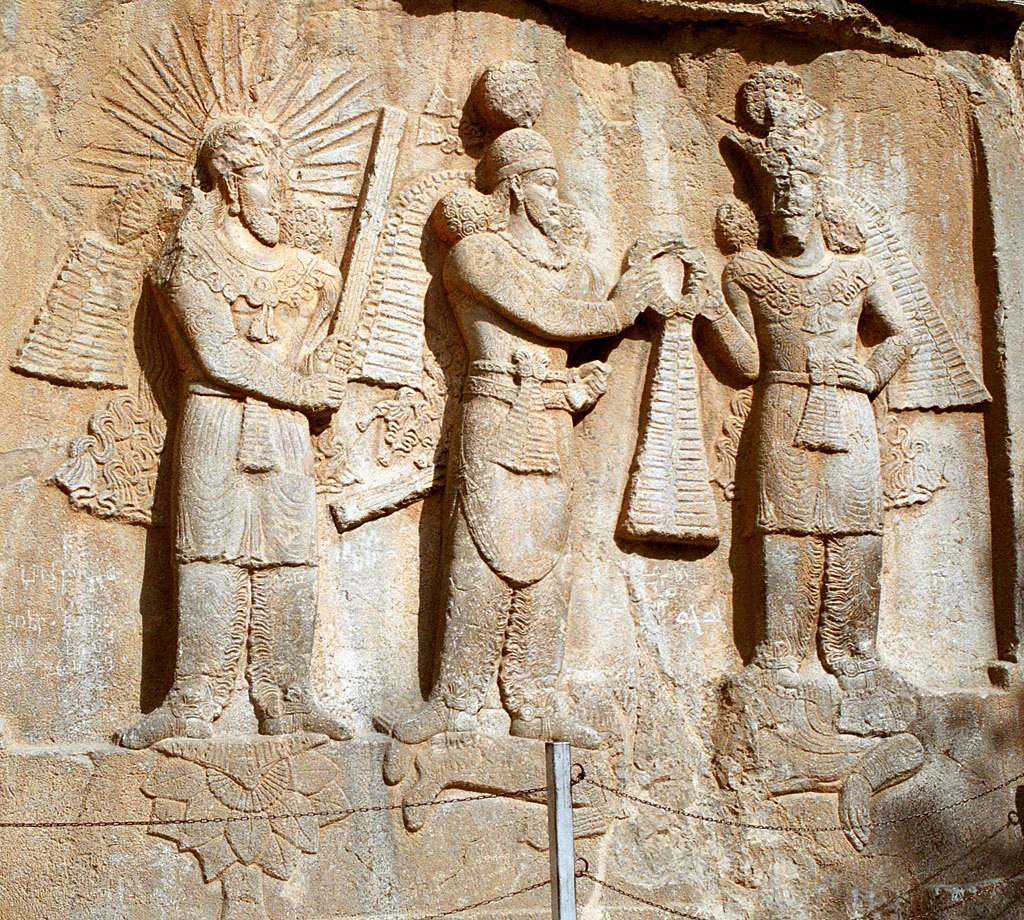
Investiturrelief Ardaschirs II. aus Taq-e-Bostan. Zu Füßen des Königs (Mitte) liegt eine bärtige Gestalt in römischer Kleidung und mit Diadem, die meist als Julian Apostata identifiziert wird.

Ardaschir II. († um 383), im Schahname auch Ardašīr-i nēkōkār genannt, war ein spätantiker persischer Großkönig aus dem Herrscherhaus der Sassaniden. Er regierte von 379 bis 383.
Ardaschir war wahrscheinlich ein Bruder Schapurs II., dem er auf den Thron nachfolgte. Teils wird er in den Quellen auch als Sohn Schapurs bezeichnet, in der Forschung ist diese Frage bis heute umstritten. Offensichtlich wurde er Schapurs ältestem Sohn Schapur III. zunächst bei der Thronfolge vorgezogen; in der orientalischen Überlieferung basierte dies auf dem Wunsch Schapurs II., da dessen Sohn (der ebenfalls Schapur hieß) noch nicht alt genug war. Vorher war Ardaschir Unterkönig in der Adiabene gewesen; in dieser Funktion war er offenbar prominent am Abwehrkampf gegen den römischen Kaiser Julian beteiligt (363). Julian, der während eines Gefechtes auf unklare Weise zu Tode kam, wird noch Jahre später auf dem Investiturrelief Ardaschirs dargestellt – offenkundig beanspruchte der neue König, entscheidend zum Sieg über den Kaiser beigetragen zu haben, und legitimierte so wohl seinen fragwürdigen Thronanspruch.
Die Quellen berichten kaum etwas über Ardaschirs Regierungszeit; für die inneren Verhältnisse ist Tabaris Universalgeschichte die wichtigste Quelle. In der Religionspolitik scheint Ardaschir den anti-christlichen Kurs Schapurs II. beibehalten zu haben. Armenien wurde in seiner Regierungszeit wieder ein persisches Protektorat, was aber nicht half, die Spannungen mit Rom zu beseitigen. Vorläufige Ruhe kehrte erst ein, als es später (wohl 387) zu einem Vertrag mit Theodosius I. kam, dem römischen Kaiser im Osten. Gegenüber dem starken Adel agierte Ardaschir kraftvoll, womit er sich aber auch Feinde machte.
Auf dem Investitur-Relief bei Taq-e-Bostan wird er zusammen mit Ohrmazd (oder Schapur II.?) und Mihr gezeigt, was einmalig ist, da ansonsten kein Mithra-Denkmal aus Iran bekannt ist. Die orientalischen Quellen berichten davon, der König sei nach wenigen Jahren von einer Adelsversammlung abgesetzt worden, nachdem er zuvor gewaltsam gegen Mitglieder der Aristokratie vorgegangen war. Vermutlich steht hinter dieser Nachricht ein Machtkampf zwischen Schapur III. (dem oben erwähnten Sohn Schapurs II.) und seinem Onkel (?) Ardaschir II., bei dem beide von Teilen des Adels unterstützt wurden und in dem sich Schapur schließlich durchsetzen konnte. Ardaschir scheint in diesem Zusammenhang aber nicht getötet worden zu sein.